# Hydrophis peronii
Espèce
Synonymes
- Acalyptus peronii Duméril, 1853
- Acalyptophis peronii (Duméril, 1853)
- Acalyptus superciliosus Fischer, 1856
- Pseudodisteira horrida Kinghorn, 1926

Statut de conservation UICN

 LC  : Préoccupation mineure
Hydrophis peronii ou serpent de mer orné ou Acalypte de Peron est une espèce de serpents marins de la famille des Elapidae.

## Habitat et répartition
Cette espèce marine se rencontre dans les eaux de Taïwan, du sud de la Chine, du Viêt Nam, de Thaïlande, d'Indonésie, des Philippines, de Papouasie-Nouvelle-Guinée, de Nouvelle-Calédonie et du nord de l'Australie.
Le serpent de mer orné préfère les fonds meubles, sableux, vaseux et les herbiers. On peut le trouver jusqu'à 60 mètres de profondeur.

## Description
C'est un serpent venimeux qui mesure en moyenne 1,2 mètre de long. 
Son venin est très efficace sur les poissons mais est peu toxique pour l'homme.
Il a le corps variant de crème à brun pâle en passant par le gris, avec des bandes sombres, avec de petites taches ou barres sombres entre les bandes. Le dessous est plus clair. Son corps est couvert d'écailles pointues. Les algues et les parasites colonisent rapidement sa peau jusqu'à ce qu'il mue de nouveau.
C'est un serpent vivipare : la femelle met bas de 1 à 8 serpenteaux mesurant environ 40 cm.
Il chasse activement ou en embuscade une multitude de poissons gobies, mais jamais les gobies du genre cryptocentrus, et débusque des crustacés comme les crevettes marines fouisseuses alpheus. 
Ses principaux prédateurs sont les requins, surtout les requins-tigres et les requins-bouledogues.

## Taxinomie
Cette espèce a été placée dans le genre monotypique Acalyptophis de 1896 à 2012.

## Étymologie
Cette espèce est nommée en l'honneur de François Péron qui a collecté le spécimen étudié.

## Publication originale
- Duméril, 1853 : Prodrome de la classification des reptiles ophidiens. Mémoires de l'Académie des sciences, Paris, vol. 23, p. 399-536 (texte intégral).